# Mali Kvarner
Mali Kvarner (hrvaško Kvarnerić), področje v Jadranskem morju, ki je del  Kvarnerja.
Mali Kvarner je morska ožina, ki leži med Cresom in Lošinjem na zahodu, Krkom, Rabom in Pagom na vzhodu ter Olibom in Silbo na jugu. Dolžina ožine je okoli 60 km, širina do 25 km, globina pa do 95 m. Od vetrov je tu pogosta burja, ki je najmočnejša v zimskih mesecih, spomladi pogosto piha tudi jugo, v poletnih mesecih pa maestral.